# Meridiano 2 oeste
El meridiano 2 oeste de Greenwich es una línea de longitud que se extiende desde el Polo Norte atravesando el Océano Ártico, el Océano Atlántico, Europa, África, el Océano Antártico, y la Antártida hasta el Polo Sur.
El meridiano 2 oeste forma un gran círculo con el meridiano 178 este.
Comenzando en el Polo Norte y dirigiéndose hacia el Polo Sur, este meridiano atraviesa:
| Coordenadas                     | País, territorio o mar | Notas                                                                                            |
| ------------------------------- | ---------------------- | ------------------------------------------------------------------------------------------------ |
| 90°0′N 2°0′O / 90.000, -2.000   | Océano Ártico          |                                                                                                  |
| 81°45′N 2°0′O / 81.750, -2.000  | Océano Atlántico       | Pasa justo al este de la isla de Foula, Escocia, Reino Unido                                     |
| 59°33′N 2°0′O / 59.550, -2.000  | Mar del Norte          |                                                                                                  |
| 57°41′N 2°0′O / 57.683, -2.000  | Reino Unido            | Escocia, atravesando Fraserburgh, Aberdeenshire                                                  |
| 57°18′N 2°0′O / 57.300, -2.000  | Mar del Norte          | Pasa justo al este de Aberdeen                                                                   |
| 55°46′N 2°0′O / 55.767, -2.000  | Reino Unido            | Inglaterra, atraviesa Berwick-upon-Tweed y el oeste de Birmingham                                |
| 50°36′N 2°0′O / 50.600, -2.000  | Canal de la Mancha     | Pasa justo al oeste de la Península de Cotentin, Francia Pasa justo al este de la isla de Jersey |
| 48°40′N 2°0′O / 48.667, -2.000  | Francia                |                                                                                                  |
| 46°44′N 2°0′O / 46.733, -2.000  | Océano Atlántico       | Golfo de Vizcaya                                                                                 |
| 43°19′N 2°0′O / 43.317, -2.000  | España                 | Atraviesa San Sebastián                                                                          |
| 36°51′N 2°0′O / 36.850, -2.000  | Mar Mediterráneo       | Mar de Alborán                                                                                   |
| 35°5′N 2°0′O / 35.083, -2.000   | Argelia                |                                                                                                  |
| 34°56′N 2°0′O / 34.933, -2.000  | Marruecos              |                                                                                                  |
| 32°9′N 2°0′O / 32.150, -2.000   | Argelia                |                                                                                                  |
| 23°12′N 2°0′O / 23.200, -2.000  | Mali                   |                                                                                                  |
| 14°35′N 2°0′O / 14.583, -2.000  | Burkina Faso           |                                                                                                  |
| 10°59′N 2°0′O / 10.983, -2.000  | Ghana                  |                                                                                                  |
| 4°45′N 2°0′O / 4.750, -2.000    | Océano Atlántico       |                                                                                                  |
| 60°0′S 2°0′O / -60.000, -2.000  | Océano Antártico       |                                                                                                  |
| 69°53′S 2°0′O / -69.883, -2.000 | Antártida              | Tierra de la Reina Maud, reclamada por Noruega                                                   |

## Ordnance Survey of Great Britain
El OSGB36 usa el punto 49°N, 2°W como su verdadero origen de coordenadas.